# Leo Pargial
Leo Pargial är ett berg i Indien, på gränsen till Kina. Det ligger i distriktet Kinnaur och delstaten Himachal Pradesh, i den norra delen av landet. Toppen på Leo Pargial är 6 720 meter över havet, eller 744 meter över den omgivande terrängen.
Leo Pargial är den högsta punkten i trakten. Trakten runt Leo Pargial är ofruktbar med lite eller ingen växtlighet.